# Боревуар
Боревуа́р (фр. Beaurevoir) — коммуна во Франции, находится в регионе Пикардия. Департамент коммуны — Эна. Входит в состав кантона Боэн-ан-Вермандуа. Округ коммуны — Сен-Кантен.
Код INSEE коммуны — 02057.

## Население
Население коммуны на 2010 год составляло 1512 человек.
| 1962 | 1968 | 1975 | 1982 | 1990 | 2010 |
| ---- | ---- | ---- | ---- | ---- | ---- |
| 1264 | 1342 | 1317 | 1442 | 1425 | 1512 |

## Экономика
В 2010 году среди 904 человек трудоспособного возраста (15—64 лет) 620 были экономически активными, 284 — неактивными (показатель активности — 68,6 %, в 1999 году было 66,1 %). Из 620 активных жителей работали 493 человека (272 мужчины и 221 женщина), безработных было 127 (70 мужчин и 57 женщин). Среди 284 неактивных 83 человека были учениками или студентами, 85 — пенсионерами, 116 были неактивными по другим причинам.